# Canto do Rio Futebol Clube (Volta Redonda)
Canto do Rio Futebol Clube é uma agremiação esportiva de Volta Redonda.

## História
O clube foi campeão do Campeonato Citadino de Barra Mansa em 1945.

## Estatísticas

### Participações
| Competição              | Temporadas | Melhor campanha | Estreia | Última | P | R |
| ----------------------- | ---------- | --------------- | ------- | ------ | - | - |
| Citadino de Barra Mansa | ?          | Campeão (1945)  | 1945    | 1945   | – | – |